# Kris & Kris
Kristen Grove (Pittsburgh, 27 aprile 1971) e
Kristen Reichert (Toronto, 28 marzo 1972) note come Kris & Kris, sono due conduttrici televisive, conduttrici radiofoniche, cantanti ed ex modelle, rispettivamente statunitense la prima e canadese la seconda. Vivono in Italia dal 1998, dove hanno lavorato come duo fino al 2016.

## Biografia

### Il successo tra anni novanta e duemila
Le due si sono conosciute a Bologna, dove lavoravano entrambe come modelle, e hanno iniziato a lavorare in duo, debuttando in televisione come veejay di MTV nel 1998, dove presentano il programma Dancefloor Chart, che conducono fino al 2003. Diventano presto due delle presentatrici di punta del canale, presentando negli anni successivi diversi programmi: nelle estati del 1999, 2000 e 2001 conducono il programma MTV On the Beach; dal 1999 al 2001 conducono tre edizioni di MTV Select insieme a Francesco Mandelli; dal 2000 al 2002 conducono il programma Stylissimo. Nel gennaio del 2001 inoltre, Kris Reichert conduce in solitaria il programma MTV Rocks.
Nell'estate del 2001 iniziano a lavorare anche in RAI, dove conducono per Rai 1 due eventi musicali legati al Festival di Sanremo: in giugno Sanremo Estate assieme a Carlo Conti e a settembre Sanremo immagine Jazz & Blues con Massimo Cotto.
Nella stagione 2003-2004 passano a Rai 2, dove conducono il programma musicale CD: Live insieme ad Alvin. Nell'autunno del 2006 partecipano in coppia come concorrente unico alla quarta edizione del reality show L'isola dei famosi, condotto da Simona Ventura su Rai 2, decidendo poi di ritirarsi nel corso della terza puntata dopo aver capito di aver frainteso lo spirito del programma.
Nel 2005 entrano a far parte del team di Radio 105 con il programma del week-end Kris & Love; rimarranno alla guida del programma per undici anni, fino all’estate del 2016. Nella stagione 2009-2010 tornano a lavorare per MTV come voci del programma Crispy News.

### Anni duemiladieci: nuovi progetti
Dal 2012 al 2016 partecipano come opinioniste fisse al programma Mattino Cinque, condotto da Federica Panicucci su Canale 5. Nella stagione 2016-2017 Kris Reichert passa a Radio Monte Carlo, dove conduce il programma Kris in the Music. Nel maggio del 2017 Kris Reichert pubblica l'EP di musica country Chaos in Texas.

## Televisione
- Dancefloor Chart (MTV, 1998-2003)
- MTV On the Beach (MTV, 1999-2001)
- MTV Select (MTV, 1999-2001)
- Stylissimo (MTV, 2000-2002)
- MTV Rocks (MTV, 2001) - Solo Kristen Reichert
- Sanremo Estate (Rai 1, 2001)
- Sanremo immagine Jazz & Blues (Rai 1, 2001)
- CD: Live (Rai 2, 2003-2004)
- L'isola dei famosi 4 (Rai 2, 2006) - Concorrenti
- Crispy News (MTV, 2009-2010)
- Mattino Cinque (Canale 5, 2012-2016) - Opinioniste fisse

## Radio
- Kris & Love (Radio 105, 2005-2016)
- Kris in the Music (Radio Monte Carlo, 2016-2017) - Solo Kristen Reichert

## Discografia

### Kristen Reichert

#### Album
- 2005 - Kill the Ghost
- 2008 - Goddess in You
- 2010 - Holy Changing Spirit!

#### EP
- 2017 - Chaos in Texas

#### Videoclip
- 2005 - He Comes, He Knows
- 2006 - Stronger
- 2008 - It Hurst
- 2010 - No Limits
- 2017 - Free
- 2017 - Perfect Thing

### Kristen Grove

#### Album
- 2005 - The Gate Is Open